# Doug Jones
Doug Jones (n. 24 mai 1960, Indiana, SUA) este un actor american. Este cel mai cunoscut pentru rolurile sale din producții science fiction, fantasy și horror în care, folosind mult machiaj, joacă rolurile unor personaje non-umane. Probabil este cel mai cunoscut pentru colaborările sale cu Guillermo del Toro, pentru rolul său din Mimic, ca Abe Sapien în Hellboy și Hellboy și Armata de Aur, ca  Faun și omul palid în Labirintul lui Pan, pentru rolul din Crimson Peak și ca The Asset în The Shape of Water. A mai apărut în filme ca Tank Girl, Hocus Pocus sau The Bye Bye Man. A mai interpretat rolul titular Silver Surfer din filmul cu supereroi Cei patru fantastici: Ascensiunea lui Silver Surfer, a jucat în seriale TV ca Falling Skies, Buffy the Vampire Slayer sau în The Strain. Interpretează rolul  Lt. Saru în serialul TV Star Trek: Discovery.

## Filmografie

### Film
| An   | Titlu                                              | Rol                                             | Note                        |
| ---- | -------------------------------------------------- | ----------------------------------------------- | --------------------------- |
| 1987 | The Newlydeads                                     | Tim                                             |                             |
| 1990 | Night Angel                                        | Ken                                             |                             |
| 1991 | Carnal Crimes                                      | Lang                                            | Direct-pe-video             |
| 1992 | Batman Returns                                     | Thin Clown                                      |                             |
| 1993 | Hocus Pocus                                        | Billy Butcherson                                |                             |
| 1993 | Magic Kid                                          | Clown in Office                                 | Direct-pe-video             |
| 1995 | Tank Girl                                          | Additional Ripper                               |                             |
| 1996 | The Adventures of Galgameth                        | Big Galgy                                       |                             |
| 1997 | Mimic                                              | Long John #2                                    |                             |
| 1997 | Warriors of Virtue                                 | Yee                                             | Dublat de Doug Parker       |
| 1998 | Bug Buster                                         | Mother Bug                                      |                             |
| 1998 | Denial                                             | Ghost                                           | Direct-pe-video             |
| 1999 | Mystery Men                                        | Pencilhead                                      |                             |
| 1999 | Three Kings                                        | Dead Iraqi Soldier                              |                             |
| 2000 | Stalled                                            | Len                                             |                             |
| 2000 | The Adventures of Rocky and Bullwinkle             | FBI Agent – Carrot                              |                             |
| 2000 | Jack Frost 2: Revenge of the Mutant Killer Snowman | Dave                                            | Direct-pe-video             |
| 2001 | Steven Spielberg's Movie                           | Donald Columbus                                 | Film scurt                  |
| 2001 | Monkeybone                                         | Yeti                                            |                             |
| 2002 | Adaptation.                                        | Augustus Margary                                |                             |
| 2002 | Men in Black II                                    | Joey                                            |                             |
| 2002 | Side Effects                                       | Seth                                            | Film scurt                  |
| 2002 | The Time Machine                                   | Spy Morlock                                     |                             |
| 2003 | Stuck on You                                       | Space Alien #2                                  |                             |
| 2004 | Three Lives                                        | Mysterious Caller / Mortician                   | Film scurt                  |
| 2004 | Hellboy                                            | Abe Sapien                                      | Dublat deDavid Hyde Pierce  |
| 2005 | The Cabinet of Dr. Caligari                        | Cesare                                          |                             |
| 2005 | Doom                                               | Carmack Imp / Sewer Imp                         |                             |
| 2005 | A Series of Small Things                           | The Homeless Man                                | Film scurt                  |
| 2006 | The Benchwarmers                                   | Number 7 Robot                                  |                             |
| 2006 | Lady in the Water                                  | Tartutic #4                                     |                             |
| 2006 | Pan's Labyrinth                                    | The Faun / The Pale Man                         | Dublat de Pablo Adán        |
| 2006 | Hellboy: Sword of Storms                           | Abe Sapien (voce)                               | Direct-pe-video             |
| 2006 | Nora Breaks Free                                   | Yoga Instructor                                 | Film scurt                  |
| 2007 | Carnies                                            | Ratcatcher                                      |                             |
| 2007 | Hellboy: Blood and Iron                            | Abe Sapien (voce)                               | Direct-pe-video             |
| 2007 | Fantastic Four: Rise of the Silver Surfer          | Norrin Radd / Silver Surfer                     | Dublat deLaurence Fishburne |
| 2007 | The Wager                                          | Peter Barrett                                   |                             |
| 2008 | Quarantine                                         | Thin Infected Man                               |                             |
| 2008 | Sockbaby                                           | Himself                                         | Film scurt                  |
| 2008 | Hellboy II: The Golden Army                        | Abe Sapien / Angel of Death / The Chamberlain   |                             |
| 2008 | The Job                                            | Office Manager                                  | Film scurt                  |
| 2009 | My Name is Jerry                                   | Jerry                                           |                             |
| 2009 | Pie & Coffee                                       | Homeless Man                                    | Film scurt                  |
| 2009 | Super Capers                                       | Special Agent Smith #1                          |                             |
| 2009 | The Butterfly Circus                               | Otto                                            | Film scurt                  |
| 2010 | The Cure                                           | Samuel Bainer                                   | Film scurt                  |
| 2010 | Gainsbourg (Vie héroïque)                          | La Gueule                                       |                             |
| 2010 | Legion                                             | Ice Cream Man                                   |                             |
| 2010 | Cyrus                                              | Dr. Arthur                                      |                             |
| 2010 | Sudden Death!                                      | Jonathan Wright                                 | Film scurt                  |
| 2010 | Quantum Quest: A Cassini Space Odyssey             | Zero / Razer (voce)                             |                             |
| 2010 | The Candy Shop                                     | Candy Shop Owner                                | Film scurt                  |
| 2010 | Absentia                                           | Walter Lambert                                  |                             |
| 2010 | Greyscale                                          | Jamison                                         |                             |
| 2010 | Rock Jocks                                         | Smoking Jesus                                   |                             |
| 2011 | End of the Road                                    | Randolph                                        |                             |
| 2011 | The Tomorrow Machine                               | Ben                                             | Film scurt                  |
| 2012 | It's Alive                                         | Monster                                         | Film scurt                  |
| 2012 | White Room: 20B3                                   | Fyn-Ke'al                                       | Film scurt                  |
| 2012 | The Watch                                          | Hero Alien                                      |                             |
| 2012 | Saint Alex                                         | Mr. Vanderplook                                 | Film scurt                  |
| 2012 | John Dies at the End                               | Robert North                                    |                             |
| 2013 | Raze                                               | Joseph                                          |                             |
| 2013 | Hookah                                             | Allen                                           | Film scurt                  |
| 2013 | First Impressions                                  | Suited Man                                      | Film scurt                  |
| 2013 | Dust of War                                        | Jebediah Strumm                                 |                             |
| 2013 | Innocent Blood                                     | Carl Grierr                                     |                             |
| 2013 | Cruel Will                                         | Adrian                                          |                             |
| 2014 | Love in the Time of Monsters                       | Dr. Lincoln                                     |                             |
| 2014 | Everlast                                           | Suited Man                                      | Film scurt                  |
| 2015 | Always Watching: A Marble Hornets Story            | The Operator                                    |                             |
| 2015 | Crimson Peak                                       | Ghosts of Edith's Mother / Lady Beatrice Sharpe |                             |
| 2016 | Ouija: Origin of Evil                              | Marcus                                          |                             |
| 2016 | Gehenna: Where Death Lives                         | Creepy Old Man                                  |                             |
| 2017 | The Bye Bye Man                                    | The Bye Bye Man                                 |                             |
| 2017 | The Shape of Water                                 | The Creature                                    |                             |

### Televiziune
| An         | Titlu                               | Rol                                           | Note                                                         |
| ---------- | ----------------------------------- | --------------------------------------------- | ------------------------------------------------------------ |
| 1991       | In Living Color                     |                                               | Episodul: "#2.24"                                            |
| 1993       | Tales from the Crypt                | Contortionist                                 | Episodul: "Food For Thought"                                 |
| 1993       | Silk Stalkings                      | Artie                                         | Episodul: "Love Never Dies"                                  |
| 1994       | The Young Indiana Jones Chronicles  | Slapstick actor                               | Episodul: "Indiana Jones and Hollywood Follies"              |
| 1996       | Bone Chillers                       | Mummy                                         | Episodul: "Mummy Dearest"                                    |
| 1997       | Unhappily Ever After                | Fake Kramer                                   | Episodul: "Sternberg"                                        |
| 1997       | The Weird Al Show                   | Contortionist #2                              | 4 episoade                                                   |
| 1998       | The Outer Limits                    | Elder Alien / Alien #1 / Alien / Alien Doctor | 3 episoade                                                   |
| 1998       | Kenan & Kel                         | Head Waiter                                   | Episodul: "Attack of the Bug Man"                            |
| 1999       | Buffy the Vampire Slayer            | Lead Gentleman                                | Episodul: "Hush"                                             |
| 2000       | G vs E                              | Herb                                          | Episodul: "Evilator"                                         |
| 2000       | The Darkling                        | Shadow Master                                 | Film TV                                                      |
| 2001       | Unsolved Mysteries                  | Gordon Page, Jr.                              | Episodul: "#488"                                             |
| 2002       | CSI: Crime Scene Investigation      | Grinder                                       | Episodul: "Revenge is Best Served Cold"                      |
| 2003       | The Guardian                        | Micah Oakley                                  | Episodul: "Believe"                                          |
| 2004       | Rock Me Baby                        | Auggie the Octopus                            | Episodul: "I Love You, You Don't Love Me"                    |
| 2004       | Significant Others                  | Waiter                                        | Episodul: "A Date, Fate and Jail Bait"                       |
| 2005, 2008 | Criminal Minds                      | Domino Thacker / Beanie                       | 2 episoade                                                   |
| 2007       | The Dukes of Hazzard: The Beginning | Patron                                        | Film TV                                                      |
| 2008       | Fear Itself                         | Grady Edlund                                  | Episodul: "Skin & Bones"                                     |
| 2010       | Nick Swardson's Pretend Time        | Gay Robot                                     | 6 episoade                                                   |
| 2012–13    | The Neighbors                       | Dominique Wilkins                             | 6 episoade                                                   |
| 2013–15    | Falling Skies                       | Cochise                                       | 27 episoade                                                  |
| 2013       | Comedy Bang! Bang!                  | Future Man                                    | Episodul: "Gillian Jacobs Wears a Red Dress with Sail Boats" |
| 2013       | Sons of Anarchy                     | Corrections Officer Crane                     | Episodul: "The Mad King"                                     |
| 2014       | Teen Wolf                           | William Barrow                                | Episodul: "Galvanize"                                        |
| 2014–16    | The Strain                          | The Ancient / The Master                      | 6 episoade                                                   |
| 2015       | Arrow                               | Jake Simmons / Deathbolt                      | Episodul: "Broken Arrow"                                     |
| 2015       | The Flash                           | Jake Simmons / Deathbolt                      | Episodul: "Rogue Air"                                        |
| 2015       | Z Nation                            | Dan Scully                                    | Episodul: "Roswell"                                          |
| 2015       | The Ultimate Legacy                 | Hawthorne                                     | Film TV                                                      |
| 2017–24    | Star Trek: Discovery                | Lt. Saru                                      |                                                              |

### Seriale web
| An      | Titlu                                               | Rol                 | Note                              |
| ------- | --------------------------------------------------- | ------------------- | --------------------------------- |
| 2009    | Angel of Death                                      | Dr. Rankin          | 10 episoade                       |
| 2011    | Fallout: Nuka Break                                 | Mayor Conners       | 3 episoade                        |
| 2011    | Dragon Age: Redemption                              | Saarebas            | 3 episoade                        |
| 2011    | The Guild                                           | Gerald              | 2 episoade                        |
| 2010    | Universal Dead                                      | Dr. Vataber         | 3 episoade                        |
| 2012    | League of STEAM                                     | Theodore Marshall   | Episodul: "Dining with the Devil" |
| 2012–13 | Research.                                           | Denny               | 8 episoade                        |
| 2013    | The Blockbuster Buster                              | Himself             | Episodul: "Rocky and Bullwinkle"  |
| 2013    | Adopted                                             | Lloyd Adams         | Episodul: "Family Dinner"         |
| 2015    | Hell's Kitty                                        | Father Damien       | 2 episoade                        |
| 2015    | Murder?                                             | Narrator / Eric     | 2 episoade                        |
| 2016    | Screen Junkies Movie Fights                         | Himself             | 1 episode                         |
| 2016    | Han Solo: A Smuggler's Trade – A Star Wars Fan Film | Gyorsho             | 1 episode                         |
| 2017    | Automata                                            | Carl Swangee (voce) | 5 episoade                        |

### Jocuri video
| An   | Titlu                                               | Rol                  |
| ---- | --------------------------------------------------- | -------------------- |
| 1994 | Astronomica: The Quest for the Edge of the Universe | Dr. Mayer (voce)     |
| 2007 | Fantastic Four: Rise of the Silver Surfer           | Silver Surfer (voce) |
| 2008 | Hellboy: The Science of Evil                        | Abe Sapien (voce)    |